# Gigantothrips gallicola
Gigantothrips gallicola (лат.) — вид трипсов рода Gigantothrips из семейства Phlaeothripidae (Thysanoptera).

## Распространение
Описанный с острова Ява (Индонезия), этот вид первоначально представлял новый род «Syringothrips», основанный только на самке. После проверки голотипа самки (из музея Senckenberg Museum, Франкфурт) было определено, что она относится к роду.

## Описание
Мелкие насекомые (длина около 5 мм) с четырьмя бахромчатыми крыльями. От близких видов отличаются следующими признаками: тергиты II—VI с 3—4 парами крупных сигмовидных волосков и многочисленными мелкими сигмовидными волосками латерально; щека с около 8 парами коротких и острых, но шиповатых волосков; усиковый сегмент III равномерно жёлтый, IV—VI жёлтый со слегка коричневой вершиной, VII двуцветный с жёлтой нижней половиной, VIII коричневый; на переднем крае переднеспинки не более четырёх пар стержневых волосков. Обнаружены в листовых галлах Sloanea.  Голова значительно длиннее ширины, щёки параллельны с несколькими крепкими волосками; глаза нормальные, постокулярные волоски обычно не развиты; стилеты втянуты на одну треть головы, сближены; усики тонкие, 8-сегментные. Gigantothrips и связана с G. nigrodentatus с Явы. Этот вид также сходен по цвету и форме тела с G. tibetanus.